# Roman Bednář
Roman Bednář (Praga, 26 de março de 1983) é um futebolista tcheco que atua no West Bromwich. Ele atua na posição de atacante. Antes do WBA, Bednář atuou no Bohemians Praga, Mladá Boleslav, FBK Kaunas e Hearts.